# CGTN Spanish
CGTN Spanish (nadawany dawniej jako CCTV-E, CCTV International Spanish, CCTV Español) – kanał telewizyjny należący do Chińskiej Telewizji Centralnej, nadawany w języku hiszpańskim.
Kanał nadaje wiadomości ze sportu, biznesu, aktualne wydarzenia z kraju i z zagranicy, filmy, filmy dokumentalne, programy muzyczne, aktualne wydarzenia z dziedziny kultury i sztuki oraz telenowele.
Kanał nadawany jest na całą Azję, w Europie istnieje możliwość jego odbioru za pośrednictwem sieci kablowych, jedną z nich jest Telefonica w Hiszpanii.